# Mairie d'Yangcheon-gu (métro de Séoul)
Mairie d’Yangcheon-gu (en coréen : 양천구청역 et officiellement en anglais : Yangcheon-gu Office) est une station de passage de la branche Sinjeong (Sindorim à Kkachisan) de la ligne 2 du métro de Séoul. Elle est située au 33, Mokdong-ro 3-gil, dans l'arrondissement Yangcheon-gu, à Séoul en Corée du Sud.
Ouverte en 1992, elle est desservie par les rames omnibus, qui circulent sur la branche Sinjeong, entre Sindorim et Kkachisan.

## Situation sur le réseau

Plan du réseau (2023)

Établie en souterrain, la station de passage Mairie d'Yangcheon-gu est située, sur la branche Sinjeong de la ligne 2 du métro de Séoul. Entre la station Dorimcheon, en direction de Sindorim, station de bifurcation et terminus de la branche qui permet les correspondances avec la ligne principale circulaire, et la station Sinjeongnegeori de Kkachisan le terminus ouest de la branche.

## Histoire
La station Mairie d'Yangcheon-gu est mise en service le 22 mai 1992, lors de l'ouverture à l'exploitation de cette branche.

## Services aux voyageurs

### Accès et accueil
Située au 33, Mokdong-ro 3-gil, la station souterraine dispose de deux accès en surface, numérotés 1 et 2. Ces deux accès/sortie donnent sur la Mokdon-ro 3-gil.

Installations
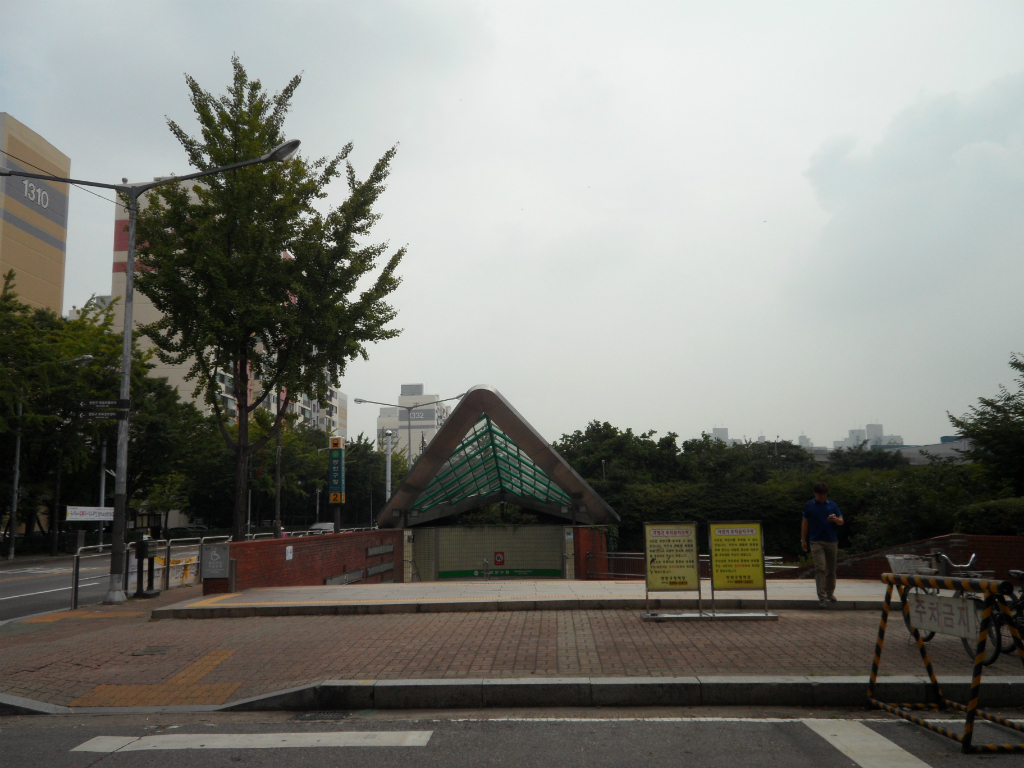
Accès n°2, en 2014.
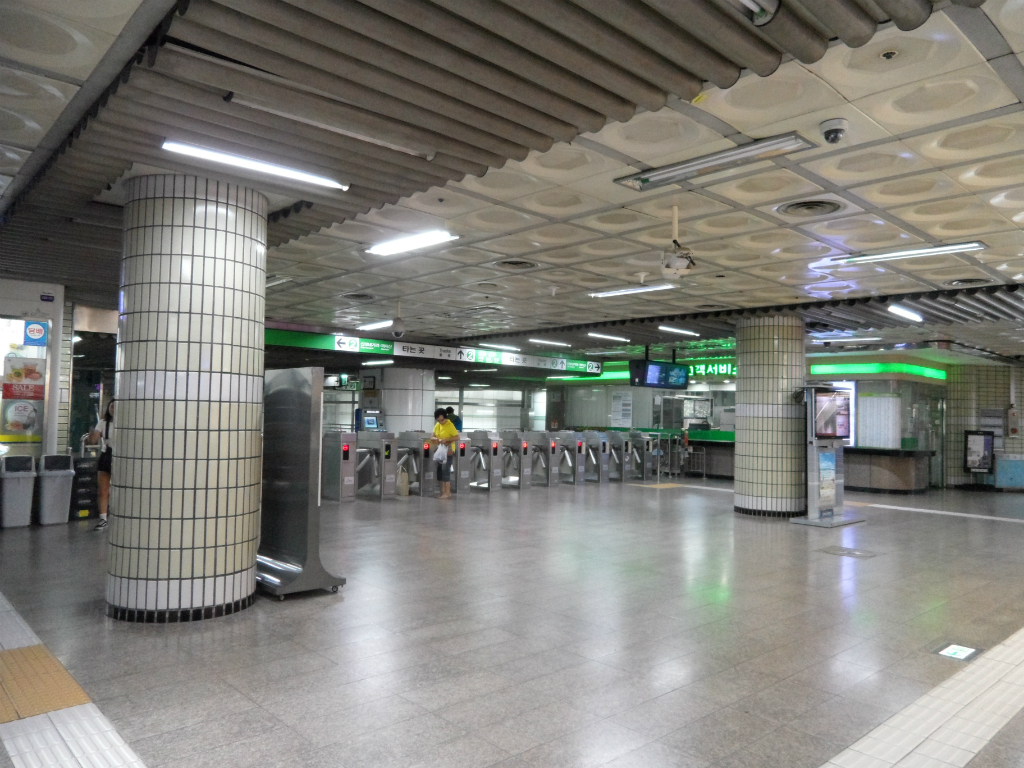
En 2014.

### Desserte
Mairie d'Yangcheon-gu est desservie par les rames omnibus, qui circulent sur la branche Sinjeong de la ligne 2 du métro de Séoul, entre Sindorim et Kkachisan.

Installations
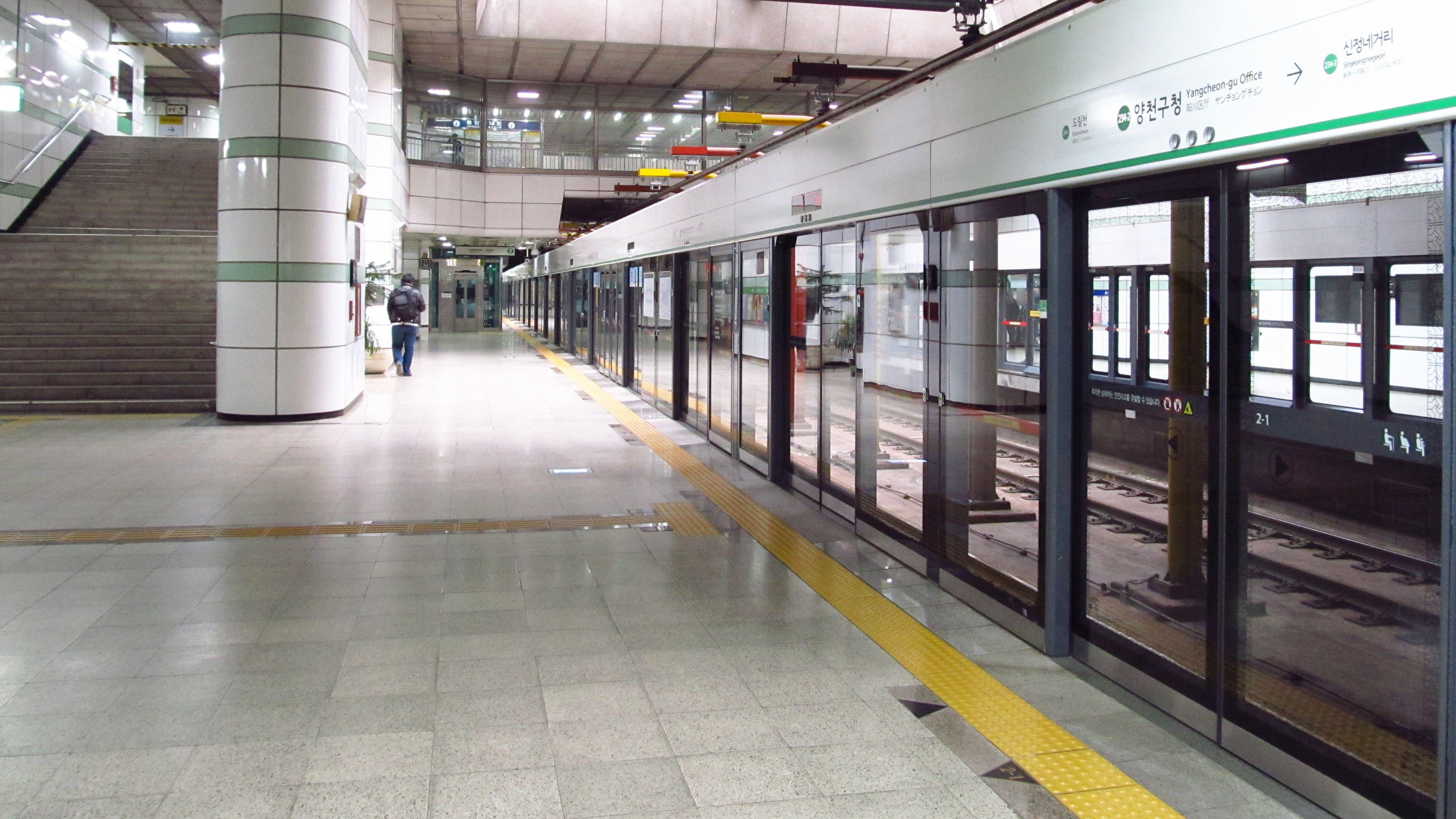
En 2018.
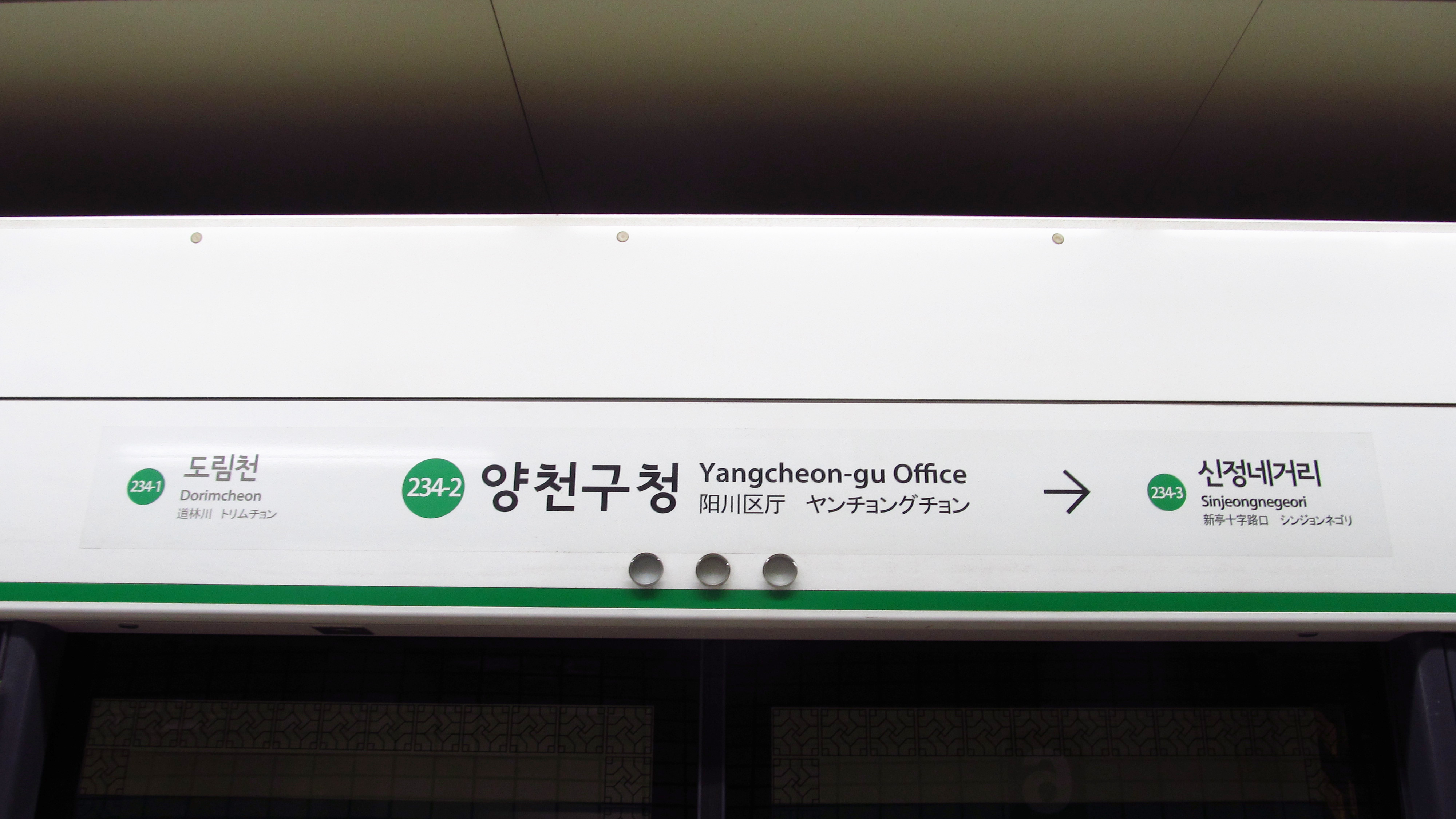
En 2018.
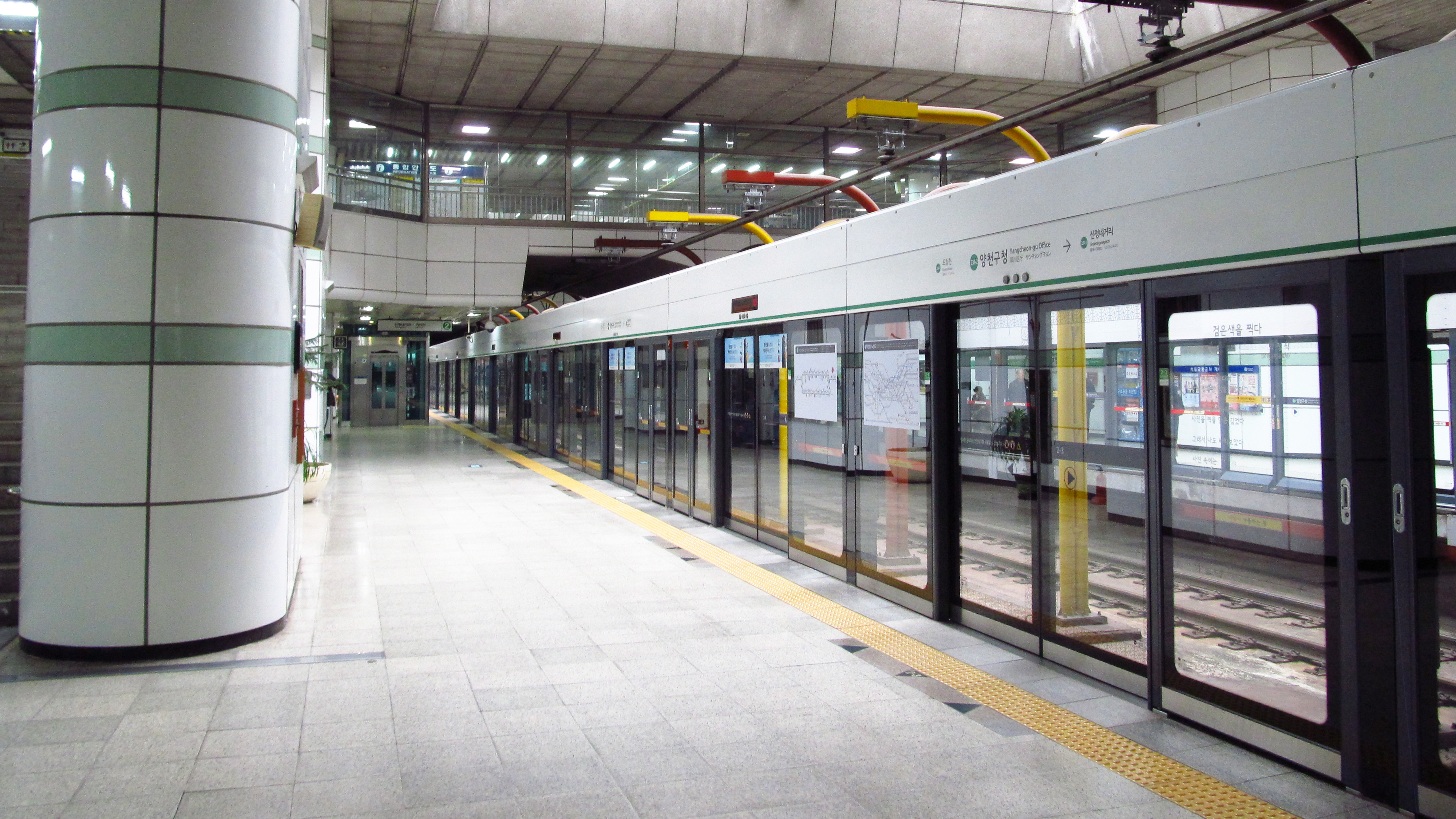
En 2018.

### Intermodalité
Plusieurs arrêts de bus sont situés à proximité des accès à la station.

## À proximité
Notamment des services et des établissements scolaires.